# 157541 Wachter
157541 Wachter este o planetă minoră (asteroid) din centura de asteroizi. A fost descoperită pe 27 octombrie 2005 la Ottmarsheim de Claudine Rinner. 
Obiectul prezintă o orbită caracterizată de o semiaxă mare de 2,2956625588898 UAi, o excentricitate de 0,04, o înclinație de 6,3 ° în raport cu ecliptica.